# 权甲龙围棋道场
权甲龙围棋道场，由权甲龙七段创办的围棋道场，位于首尔市江南区盘浦路141号，面积近300多平方米。与许壮会道场和金原道场并称为韩国三大围棋道场。曾培养出李世乭九段、崔哲瀚九段、元晟溱和姜东润九段等著名棋手。2003年12月12日，权甲龙道场职业棋手段位突破一百段纪念大会在汉城举行。现由权甲龙的女儿權孝珍六段和女婿岳亮六段管理。

## 道场职业棋手名录

### 九段（11人）
李世乭 元晟溱 崔哲瀚 姜東潤 金主镐 陈诗渊(臺灣) 李映九 朴廷桓 金志錫 尹畯相 白洪淅

### 七段（11人）
朴昇賢 朴昇哲 玉得真 朴勝文 尹赫 溫昭珍 李勇秀 崔原踊 洪基杓 金江根 金亨奐

### 六段（4人）
金燦佑 尹燦熙 權孝珍 岳亮

### 五段（6人）
尹暎善 權五敏 金孝坤 金秀勇 金大容 趙鏡鎬

### 四段（4人）
朴成洙 金基原 河好貞 崔丙煥

### 三段（4人）
金敏熙 洪彩霞(已故) 李晶媛 李康旭

### 二段（2人）
姜昇希 张正平(臺灣)

### 初段（1人）
南治亨